# Gunther Plüschow
Pour les articles homonymes, voir Plüschow.
Gunther Plüschow, né à Munich le 8 février 1886 et mort le 28 janvier 1931 en Patagonie, est un aviateur et explorateur allemand bavarois. 

## Biographie
Gunther Plüschow passe ses premières années à Rome, où son père est directeur de musée. Il entre au collège jésuite français en 1891, puis la famille retourne en Allemagne, lorsqu'il a dix ans. Il étudie alors au collège de Bünde en Westphalie, et entre le 1er avril 1897 au lycée naval de Plön, puis en 1901 à la prestigieuse école de la marine impériale. Il parle en plus de l'allemand, le français, l'italien, l'anglais, et plus tard l'espagnol.
Lorsque la Première Guerre mondiale commence en 1914, Plüschow est envoyé à Tsingtau, colonie allemande en Chine. Un petit avion (Etrich Taube) est expédié par bateau d'Allemagne. Plüschow l’assemble et prend ses fonctions d'observateur aérien.
L'entrée en guerre du Japon le 15 août et son exigence d'une capitulation sans condition du port et de la forteresse de Tsingtau change rapidement la situation. L'armée japonaise assiège Tsingtau. 
Après une lutte désespérée, les Allemands capitulent finalement le 7 novembre 1914. La veille, le lieutenant Plüschow s’était échappé avec son avion, celui-ci avec lequel il avait fait beaucoup de vols de reconnaissance, bombardé les Japonais et même abattu un avion de chasse ennemi. Plüschow a été le seul Allemand à pouvoir s'échapper de Tsingtau. 
Après son atterrissage dans la province de Kiangso, Plüschow incendie son avion, et entreprend un long voyage de retour de neuf mois. Il passe par Shanghai et San Francisco, pour finalement arriver à Gibraltar sur un bateau italien avec un passeport suisse contrefait. Arrêté par les Anglais, qui avaient placé un mouchard à bord du navire, il est incarcéré à Londres, d'où il parvient à s'échapper avec un camarade de guerre. Son camarade est recapturé rapidement, mais Plüschow réussit à se cacher pendant quelques semaines dans les docks de Londres, malgré plusieurs avis de recherche émis par Scotland Yard. Il parvient ensuite à s'embarquer comme passager clandestin sur un bateau à destination de Vlissingen aux Pays-Bas, pays alors neutre. Il arrive en Allemagne par le train en août 1915 mais est immédiatement arrêté par la police militaire allemande qui le suspecte d'espionnage. Ces accusations rapidement levées grâce aux contacts de Plüschow dans la hiérarchie de la police, il est remis en liberté et sert jusqu'à la fin de la guerre, comme pilote de l'aéronavale où il atteindra le grade de lieutenant-capitaine.
Il écrit par la suite son premier livre, Les aventures de l’aviateur de Tsingtau, qui s’est vendu à plus de 700 000 exemplaires. 

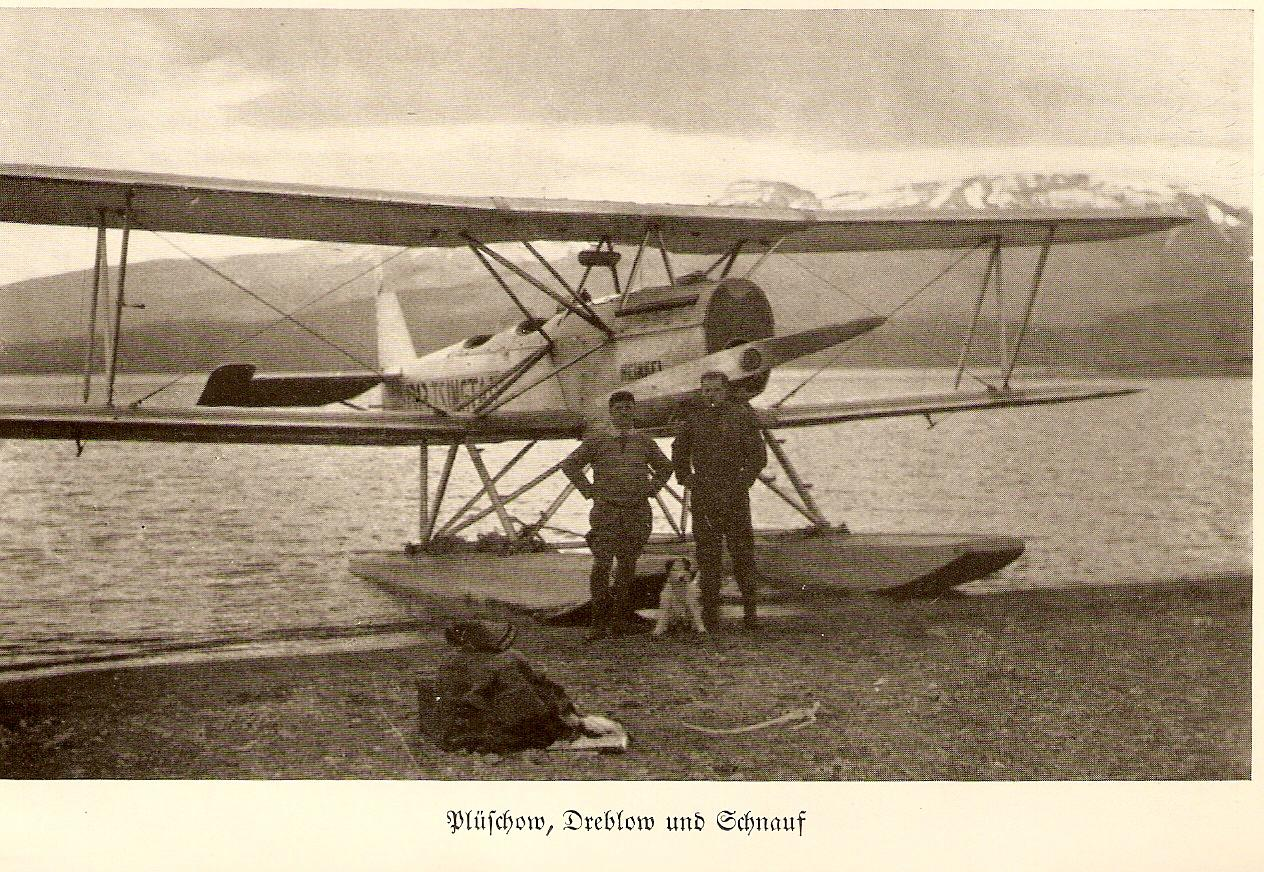
G. Plüschow, E. Dreblow et leur hydravion Tsingtau en Amérique du Sud.

Plüschow est le premier aviateur à survoler les montagnes de Patagonie du Chili et d'Argentine jusqu'en Terre de Feu. C'est le premier avec son ingénieur Ernst Dreblow à amerrir dans la baie d'Ushuaïa, le 3 décembre 1928. Ils meurent en sautant en parachute de leur hydravion Tsingtau en difficulté moteur lors d'une deuxième expédition aérienne en Patagonie, en 1931, près du glacier Perito Moreno. À ce jour, il est encore honoré comme un héros, par la force aérienne argentine.